# Amt Dorheim
Das Amt Dorheim war ein Amt der Grafschaft Hanau-Münzenberg und ihrer Nachfolgestaaten.

## Funktion
In der Frühen Neuzeit waren Ämter eine Ebene zwischen den Gemeinden und der Landesherrschaft. Die Funktionen von Verwaltung und Rechtsprechung waren hier nicht getrennt. Dem Amt stand ein Amtmann vor, der von der Landesherrschaft eingesetzt wurde. 

## Bestandteile

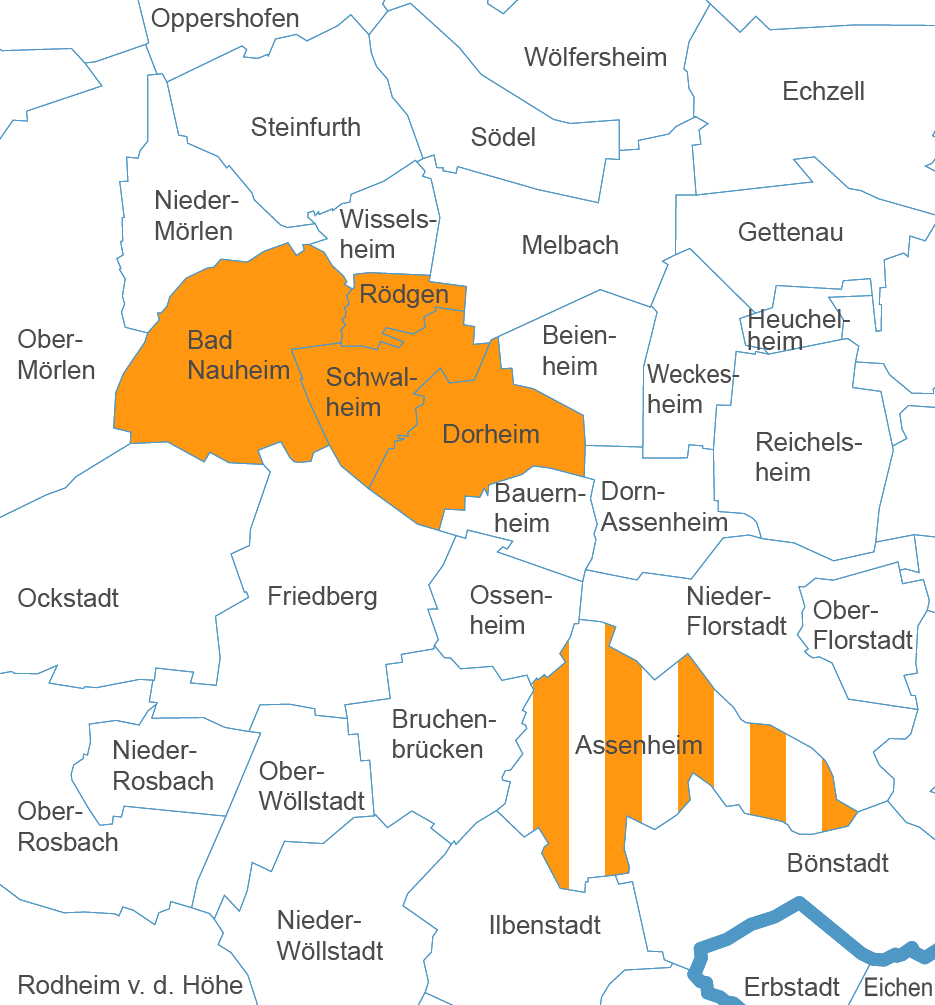

Das Amt Dorheim bestand aus den Dörfern
- Assenheim, Kondominat, 1/6 zu Hanau
- Dorheim
- Nauheim
- Rödgen
- Schwalheim

## Entstehung
Das Amt Dorheim wurde 1597 unter der Regierung von Graf Philipp Ludwig II. aus zwei Bestandteilen, insgesamt vier Dörfern und einem Kondominatsanteil, neu gebildet. Dieser Schritt war Bestandteil einer umfassenden Umstrukturierung seiner Grafschaft im Jahr nach seinem persönlichen Regierungsantritt – bis 1596 hatte er unter Vormundschaft gestanden. 
Das Dorf Nauheim war am Ende des 15. Jahrhunderts als Kompensation und Entschädigung für Schulden, die das Kloster Seligenstadt bei Graf Philipp I. von Hanau-Münzenberg hatte, zu Hanau-Münzenberg gekommen. Die Dörfer Dorheim, Rödgen und Schwalheim dagegen wurden von den Grafen von Stolberg 1572 an die Grafschaft Hanau-Münzenberg verpfändet und schließlich 1578 verkauft. Aufgrund der Saline in Nauheim war das Amt Dorheim in der Grafschaft wirtschaftlich von hoher Bedeutung.

## Geschichte
In der Grafschaft Hanau-Münzenberg wurde Mitte des 16. Jahrhunderts nach und nach die Reformation eingeführt. Dies geschah zunächst im lutherischen Sinn. In einer „zweiten Reformation“, wurde die Konfession der Grafschaft Hanau-Münzenberg erneut gewechselt: Graf Philipp Ludwig II. verfolgte ab 1597 eine entschieden reformierte Kirchenpolitik. Er machte vom Jus reformandi, seinem Recht als Landesherr Gebrauch, die Konfession seiner Untertanen zu bestimmen, und setzte dies für die Grafschaft Hanau-Münzenberg weitgehend als verbindlich durch, so auch im Amt Dorheim.
Wie in der übrigen Grafschaft Hanau-Münzenberg wurde seit der Wende vom 16. zum 17. Jahrhundert das Solmser Landrecht zum Gewohnheitsrecht. Das Gemeine Recht galt nur, wenn Regelungen des Solmser Landrechts für einen Sachverhalt keine Bestimmungen enthielten. Das Solmser Landrecht blieb im Amt Dorheim auch im 19. Jahrhundert geltendes Recht, auch in kurhessischer und großherzoglich hessischer Zeit. Erst das Bürgerliche Gesetzbuch vom 1. Januar 1900, das einheitlich im ganzen Deutschen Reich galt, setzte das alte Partikularrecht weitgehend außer Kraft.
Nach dem Tod des letzten Hanauer Grafen, Johann Reinhard III., 1736 erbte Landgraf Friedrich I. von Hessen-Kassel aufgrund eines Erbvertrages aus dem Jahr 1643 die Grafschaft Hanau-Münzenberg und damit auch das Amt Dorheim. 1803 wurde der Landgraf von Hessen-Kassel zum Kurfürsten erhoben. 1806 kam das Amt Dorheim unter französische Verwaltung, da Frankreich das Kurfürstentum Hessen besetzte, weil es sich weigerte, dem Rheinbund beizutreten. Am 11. Mai 1810 schlossen das Großherzogtum Hessen (Hessen-Darmstadt) und Frankreich einen Staatsvertrag, mit dem Frankreich Gebiete, die es 1806 Kurhessen abgenommen hatte, an das Großherzogtum weiter gab. Der im Mai geschlossene Vertrag wurde von Napoléon aber erst am 17. Oktober 1810 unterschrieben. Das hessische Besitzergreifungspatent datiert vom 10. November 1810 und umfasste auch das Amt Dorheim. Nach dem Wiener Kongress kam es 1816 wieder an das Kurfürstentum Hessen zurück. Nach der Verwaltungsreform des Kurfürstentums Hessen von 1821, im Rahmen derer Kurhessen in vier Provinzen und 22 Kreise eingeteilt wurde, ging das Amt Dorheim im neu gebildeten Kreis Hanau auf. Es hatte damals 2119 Einwohner. Gleichzeitig wurde die Verwaltung organisatorisch von der Rechtsprechung getrennt. Für die erstinstanzliche Rechtsprechung wurde das Justizamt Dorheim eingerichtet. 1847 wurde das Justizamt nach Nauheim verlegt und nannte sich nun „Justizamt Nauheim“.
Während dieser gesamten Zeit bildete das Amt Dorheim eine Exklave, vollständig umgeben von fremdem Territorium, zuletzt dem des Großherzogtums Hessen-Darmstadt und dem nassauischen Amt Reichelsheim. Nach dem Krieg von 1866 annektierte Preußen das Kurfürstentum Hessen, gab das Amt Nauheim im Friedensvertrag vom 3. September 1866 aber an das Großherzogtum Hessen. Dort wurde es in den Kreis Friedberg eingegliedert, der zur Provinz Oberhessen gehörte.
Rödgen und Schwalheim sind heute Ortsteile von Bad Nauheim, Dorheim ist ein Stadtteil von Friedberg (Hessen).